# Спајк Милиган
Теренс Алан „Спајк“ Милиган (енгл. Spike Milligan; Ахмеднагар, 16. април 1918 — Источни Сасекс, 27. фебруар 2002) био је комичар, писац, музичар, песник, драматург, војник, и глумац са двојним енглеском и ирском националношћу. Сматра се оснивачем британске комедије 20. века.
Рођен је у Британској Индији где је и провео детињство. Већину живота је провео у Уједињеном Краљевству. Тврдио је да је његово право да има ирско држављанство као дете једног ирског грађанина, али британска влада га је прогласила човеком без држављанства.
Био је кооснивач, главни писац и директор тима Силеџијског шоуа (Goon show) где је изводио велики број улога, укључујући и многе популарне ликове. Милиган је написао и уредио многе књиге, укључујући Puckoon, као и његов аутобиографски роман у седам наставака о његовом служењу током Другог светског рата, где је први роман у циклусу био Адолф Хитлер: Мој удео у његовом паду (Adolf Hitler: My Part in His Downfall). Такође је признат и као популаран комичар. Већина његове поезије је написана за децу, укључујући Смешне стихове за децу (Silly Verse for Kids) из 1959. Након великог успеха са британским радио-програмом Силеџијски шоу, Милиган се прославио и на телевизији са шоуом са скечевима Q5 који је имао главну заслугу и утицај на хумор и стил чланова Монти Пајтоновог летећег циркуса.

## Детињство и младост
Милиган је рођен 16. априла 1918. године у граду Ахмеднагар у Британској Индији. Његов отац је био ирског порекла, капетан Лео Алфонсо Милиган, који је служио у британско-индијској армији. Његова мајка Флоренс била је Енглескиња. Детињство је провео у Пуни, у Индији, а касније у Рангуну, престоници Британске Бурме. Школовао се у Пуни и Рангуну, а већину живота је провео у Уједињеном Краљевству и служио у британској армији Краљевске артиљерије током Другог светског рата.

## Други светски рат
Током касних 1930их и раних 1940их Милиган је наступао као аматерски вокалиста џеза и трубач када је био позван у војну обавезу у рату са нацистичком Немачком. И у ратним временима писао је и изводио комичне скечеве као део концерата за забаву трупа. Заједно са музичарем Харијем Едгингтоном компоновао је и писао комичне приче са уврнутом логиком као начин за разбијање досаде у животу у баракама.
Током Другог светског рата служио је као сигналер у пуку у јужној Енглеској. Своје тренинге са пиштољима на овој позицији описао је у другом делу седмотомног романа: Адолф Хитлер: Мој удео у његовом паду. Његова јединица је касније додатно опремљена као Прва Армија у северноафричком, а након тога и у италијанском походу. Милиган је био постављен за копљаша бомбардера и тек што је требало да буде унапређен за бомбардера, он је рањен у акцији на Италијанском бојишту у бици за Монте Касино. Повређен је и хоспитализован због ране нанете од минобацача и након потреса мозга деградиран је од стране мајора Џенкинса. Спор између њих двојице је такође поменут када је мајор Џенкинс позвао Милигана и Едгингтона на једну свирку џеза, када је сазнао да су обојица артиљериста много боље одсвирала војничку песму Histling Rufus. Након што је изашао из болнице, Милинган је примио велики број понуда за посао где су му нудили да ради пуно радно време као забављач војске. Свирао је гитару са комедијском џез групом The Bill Hal Trio на концертним журкама за трупе.
Након што је демобилисан, Милиган је неко време наставио да свира са триом у Италији, али се убрзо вратио у Енглеску. У војсци је почео да пише пародије, које су приказивале многе кључне елементе касније искоришћене у Силеџијском шоу са Питером Селерсом, Харијем Секомбом, и Михајлом Бентином.

## Силеџијски шоу
У касним 1940им Милиган се вратио џезу и зарађивао је са триом и другим музичким комедијским ангажовањима. Покушао је да уђе у свет радија било као извођач, било као писац. Његов први успех у радију је био кад је писао као комичар за шоу Derek Roy. С одлаганим почетком са Питером Селерсом, Харијем Секомбом, и Михајлом Бентином, придружио се тиму релативно радикалном комедијском пројекту Силеџијском шоу. Би Би Си је прву сезону шоуа назвао Луди људи у покушају да програм приближи популарној групи комичара, познатој као Луда Банда.
Прва епизода овог шоуа је емитована 28. маја 1951. године. Иако није имао толико ангажмана као у претходним шоуовима, Милиган је ипак био главни актер у скоро свим епизодама. Глумио је широки спектар ликова, попут Еклеса, Мини Банистера, Џима Спригса, и Кант Моријарта. Такође, био је примарни аутор скоро свих текстова иако је на многима радио са различитим људима, највише са Ларијем Стефенсом и Ериком Сајксом. Већину текста за шоуове су радили он и Лари до краја треће сезоне када се њихово партнерство распало. Четврту сезону је писао сам, а од пете је писао са Ериком. Касније се поново удружио са Стефенсом, али је радио и са Џоном Антробусом. Партнерство Стефенсона и Милигана је коначно завршено 1959. године, а Милиган је након тога умањивао и ниподаштавао Стефенсонове доприносе.
Силеџијски шоу је снимљен пре довођења публике у студио, а у почетним деловима шоуа Милинган је свирао трубу, а Селерс оркестарске бубњеве. Првих пар година су снимани уживо, али развојем технологије и магнетске траке, повећао се број могућности реедитирања снимљеног материјала, као и убацивање звучних ефеката.
Иако је Силеџијски шоу представио Милигана интернационалној публици и он је стекао популарност, он је имао све веће проблеме да пише и наступа. Током треће сезоне доживео је први од неколико нервних сломова и започела је његова декадама дуга манијачно-депресивна психоза. Крајем 1952. када су се затегли односи између главних звезда шоуа, Милиган је постао неурачунљив након што је признао да је покушао да убије Селерса. Смештен је у болницу и био је на седативима и провео је око два месеца опорављајући се. Срећом по шоу, болест није имала велики утицај на његову продукцију и он је наставио да ради, а и тај период свог живота представио је у шоуу.

## Приватни живот
Милиганова прва жена била је Џун Марлоу с којом се оженио са 34 године, 1952. Имали су троје деце, али су се развели 1960. године. Венчао се 1962. са другом женом Патрицијом Риџвеј. Имали су једну ћерку, али је Патриција је умрла 1978. од рака плућа. Године 1975. Милиган је имао аферу са Маргарет Маугкан, а спекулисало се да је у исто време када је рођен његов син са Маргарет, рођена и његова ћерка са канадском новинарком Робертом Ват. Његова последња жена је била Шела Синклар с којом се оженио 1983. године и био до своје смрти.
Чак и у касном животу, Милиган је задржао свој смисао за црни хумор. Након смрти Харија Секомба рекао је следећа:
Драго ми је да је он умро пре мене зато што не бих волео да пева на мојој сахрани.
Написао је и сопствену читуљу где је себе описао као:
Написао је Силеџијски шоу и умро.
Умро је са 83 године, 27. фебруара 2002. године у властитој кући у Источном Сасексу.